# Hans Ehlich
Hans Ehlich (* 1. Juli 1901 in Leipzig; † 30. März 1991 in Braunschweig) war im nationalsozialistischen Deutschen Reich Arzt und SS-Standartenführer, Leiter der Amtsgruppe III B „Volkstum und Volksgesundheit“ im Reichssicherheitshauptamt (RSHA) und Angehöriger der Einsatzgruppe V im deutsch besetzten Polen.

## Kindheit, Schule und Studium
Hans Ehlich war das älteste von fünf Kindern. Sein Vater, von Beruf Ingenieur, trat aus beruflichen Gründen im Jahre 1905 eine neue Arbeitsstelle in Heilbronn an, so dass die Familie im gleichen Jahre nach dorthin umzog. 1911 siedelte die Familie nach Chemnitz um. Hier schloss Ehlich das Gymnasium 1920 mit dem Abitur ab und begann anschließend Medizin und Zahnheilkunde in Leipzig und Würzburg zu studieren.
1923 schloss sich Ehlich der „Reichsflagge“ an, einem der zahlreichen rechtsradikalen Verbände, die sich die Ablösung des „Weimarer Systems“ zum Ziele gesetzt hatten. Die „Reichsflagge“ als bayerischer Wehrverband beteiligte sich außerdem an den Vorbereitungen zu Hitlers Novemberputsch 1923 in München. Nach Übernahme der „Reichsflagge“ durch den „Stahlhelm“, den 1918 gegründeten größten der Wehrverbände, trat Ehlich aus diesem Verband aus. In seinem Lebenslauf vom 30. September 1936 begründete er dies mit der distanzierten Haltung des „Stahlhelms“ zur NSDAP und dem Verbot für „Stahlhelm“-Mitglieder, Versammlungen der NSDAP zu besuchen.

## Tätigkeit als Krankenhausarzt
Nach Ablegung seines Staatsexamens und Promotion zum Dr. med. trat Ehlich 1927 eine Stellung als Assistenzarzt am Stadtkrankenhaus in Dresden-Johannstadt an. In die NSDAP trat er zum 1. Dezember 1931 ein (Mitgliedsnummer 821.556). Im Februar 1932 machte er sich dann selbständig und eröffnete in Kötzschenbroda eine Arztpraxis. Im folgenden Monat heiratete er die Tochter eines Sanitätsrates.

## Beim Sicherheitsdienst und im Reichssicherheitshauptamt
Zunehmendes politisches Engagement führte Ehlich schließlich im Juni 1932 als Anwärter zur SS, wo er als Sturmbannarzt tätig war und der er 1934 endgültig beitrat (SS-Nummer 172.416). Im April 1933 verzog Ehlich nach Sebnitz und nahm im Sommer 1935 ein Angebot, in den Staatsdienst einzutreten, an. Hier wurde er als Regierungsmedizinalrat Rassereferent in der Gesundheitsabteilung des sächsischen Innenministeriums. Gleichzeitig wurde er Mitarbeiter des Rassenpolitischen Amtes der NSDAP.
Der ao. Professor für Staatsrecht und Hauptamtsleiter für Kultur, Hochschule und Wirtschaft im SD-Hauptamt, Reinhard Höhn, wurde 1936 auf Ehlich aufmerksam und warb diesen für den SD an. Ehlich schrieb hierzu in seinem Lebenslauf vom 24. April 1967 folgendes:
„Während meiner Tätigkeit als Arzt in Sebnitz beschäftigte ich mich besonders mit der Schulgesundheitsfürsorge. Dadurch kam ich mit den für die Schulgesundheitsfürsorge zuständigen Stellen im sächsischen Innenministerium in nähere Berührung. Dies führte dazu, dass mir 1935 die Stelle des Referenten für Gesundheitsfürsorge im Innenministerium angeboten wurde. Ich wurde als Medizinalrat übernommen. 1937 lernte ich anlässlich einer Urlaubsreise einige Herren kennen, die in Berlin im damaligen SD-Hauptamt einen Inlandsnachrichtendienst auf den verschiedenen Lebensgebieten aufbauen sollten. Man machte mir den Vorschlag, diese Tätigkeit auf dem Sektor Volksgesundheit und Bevölkerungspolitik zu übernehmen. Da im Ministerium in Dresden die Arbeitsverhältnisse durch die Rivalitäten zwischen Staat und Partei wenig günstig waren, sagte ich zu und wurde in der Hauptabteilung II 2 (SD-Inland) mit der Aufgabe der Bearbeitung der Nachrichten, die von den SD-Abschnitten auf den Gebieten der Volksgesundheit und der Bevölkerungspolitik zum SD-Hauptamt kamen, betraut.“
Im SD-Hauptamt in Berlin wurde Ehlich mit der Leitung der Abteilung II 213 „Rasse und Volksgesundheit“ betraut. Sein Vorgänger war Walter Kurreck. Nach Gründung des Reichssicherheitshauptamtes (RSHA) am 27. September 1939 leitete Ehlich die Amtsgruppe III B „Volkstum“, die folgende Referate umfasste (Stand: 1. März 1941):
- III B 1 „Volkstumsarbeit“ (SS-Hauptsturmführer Heinz Hummitzsch)
- III B 2 „Minderheiten“ (z. Zt. unbesetzt)
- III B 3 „Rasse und Volksgesundheit“ (SS-Hauptsturmführer Schneider)
- III B 4 „Einwanderung und Umsiedlung“ (SS-Sturmbannführer und Regierungsrat Bruno Müller)
- III B 5 „Besetzte Gebiete“ (SS-Sturmbannführer Eberhard Freiherr von und zu Steinfurth)

## Bei der Einsatzgruppe V in Polen
An der „Intelligenzaktion“, der „Bekämpfung aller reichs- und deutschfeindlicher Elemente rückwärts der fechtenden Truppe“ durch die „Einsatzgruppen der Sicherheitspolizei“ beim Überfall auf Polen, nahm Ehlich im September/Oktober 1939 als Angehöriger der Einsatzgruppe V (Führer Ernst Damzog) teil. Hier wirkte er schon zu Beginn des „Volkstumskampfes“ maßgeblich in der Vertreibungs- und Aussiedlungspolitik der SS. Er wurde am 31. Oktober 1939 zum Sonderreferenten III ES (Einwanderung und Siedlung) bestellt und arbeitete in dieser Eigenschaft eng mit Adolf Eichmann, dem damaligen Sonderreferenten IV R (Räumungen), zusammen.

## Volkstumspolitik im RSHA
Im Zusammenhang mit der „Durchführung der Baltenübersiedlung“ ergaben sich bei der Einwandererzentralstelle in Gotenhafen (Leiter Martin Sandberger) immer wieder Fragen und Probleme, die einer zentralen Klärung durch das RSHA bedurften. Die Prüfung der „völkisch-rassischen Eignung“ der Baltendeutschen fiel in das Aufgabengebiet des SD, in dem Ehlich als hierfür prädestinierter Fachmann galt. In einer Besprechung des Leiters des RSHA Reinhard Heydrich am 30. Januar 1940, wurde festgelegt, dass nach dem Vorschlag von Ehlich und Eichmann zugunsten der Balten- und Wolhyniendeutschen 160.000 Polen und Juden aus den annektierten polnischen Gebieten in das Generalgouvernement deportiert werden sollten. Bis Mitte März 1940 wurden jedoch lediglich 40.000 Menschen unter dem mit der „zentralen Steuerung der Räumungsaufgaben“ betrauten Referat IV D 4 unter Eichmann, dem bisherigen Sonderreferat IV R, abgeschoben.
Das Kuratorium für Volkstum und Länderkunde als Sammelstelle für diverse Institute und Arbeitsgemeinschaften, die sich mit dieser Thematik befassten, wurde ab Sommer 1944 von Ehlich als Vorsitzenden geleitet. Geschäftsführer war der Historiker und Geograph Wilfried Krallert, der im RSHA schon die Amtsgruppe IV G „Wissenschaftlich-methodischer Forschungsdienst“ leitete. Ehlich war auch Mitherausgeber der 1939 vom „Forschungsgemeinschaft Deutsches Ahnenerbe e. V.“ übernommenen Zeitschrift Der Biologe.

## „Generalplan Ost“
Ehlichs Amtsgruppe III B erstellte für das RSHA den „Generalplan Ost“, der neben bzw. in Konkurrenz zum schon bestehenden gleichnamigen Plan des „Reichskommissars für die Festigung deutschen Volkstums“ (RKF) entwickelt wurde. Während der Planer des RKF, der Leiter des dortigen Stabshauptamtes, der Agrarwissenschaftler Konrad Meyer, bereits im Januar/Februar 1940 erste Planungsgrundlagen vorlegte, entstand der Plan des RSHA erst in der zweiten Jahreshälfte 1941. Da das Original nicht mehr existiert, lässt sich dessen Inhalt im Spiegel der Stellungnahme des Rassereferenten des Ostministeriums, Erhard Wetzel, vom 27. April 1942 sowie einem Besprechungsprotokoll vom 4. Februar 1942 erschließen. Danach legte Ehlich einen Planungszeitraum von ca. 30 Jahren fest, in dem etwa 10 Millionen Deutsche in den eroberten Ostgebieten angesiedelt werden sollten. Von den ca. 45 Millionen „Fremdvölkischen“ im Planungsgebiet sollten dafür ca. 31 Millionen ausgesiedelt werden. Darunter verstand Ehlich die Deportation nach Sibirien bzw. die „Sonderbehandlung“; d. h. die Ermordung. Die verbleibenden 14 Millionen mussten „judenfrei“ und „eindeutschungsfähig“ sein. Von Ehlich stammte auch der Organisationsplan für ein „Büro des Reichsleiters der NSDAP für Volkstumsfragen“. Mit Ernennung Himmlers zum „Beauftragten der NSDAP für alle Volkstumsfragen“ durch Hitler am 12. März 1942 entstand auch das entsprechende Hauptamt. Die SS hatte damit im Kompetenzstreit um die Ostsiedlung eindeutig die führende Stellung eingenommen. Ehlich als Leiter der als Schaltstelle fungierenden Amtsgruppe III B des RSHA stellte die Aufgabenstellung und Problemlösung der Ostsiedlung auf einer Tagung des Volkstumsreferates der Reichsstudentenführung am 11./12. Dezember 1942 in Salzburg wie folgt dar:
Im deutschen Machtbereich gebe es neben dem germanischen Bevölkerungsanteil etwa 70 Millionen Menschen, die zwar artverwandten, aber nicht stammesgleichen Blutes seien, wie z. B. Tschechen, Polen, Balten, Ukrainer usw. Das Verschwinden des gesamten jüdischen Bevölkerungsteils werde hierbei als selbstverständlich vorausgesetzt, so dass für die vorgenannten Völker nach seiner Auffassung vier Möglichkeiten zukünftig in Betracht kämen:
1. Rassisch und völkisch gleiche Volksgruppen leben zusammen,
2. Umvolkung fremden Volkstums in das deutsche Volkstum,
3. Räumliche Verdrängung des fremden Volkstums und
4. Physische Vernichtung des fremden und unerwünschten Volkstums im Deutschen Reich.

Die Verdrängung oder Eliminierung des Anteils nach den Ziffern 3 und 4 dieser 70 Millionen sei derzeit jedoch noch nicht möglich, da sie für den Arbeitseinsatz und die Erschließung der neuen Siedlungsräume benötigt würden.
Auf einer Tagung der Amtsgruppe III B am 1./2. Februar 1943 in der SD-Schule in Bernau über „Umvolkungsprobleme“ wurde das „Gesamterfassungsvermögen“ des zur Besiedelung anstehenden Ostraumes mit etwa 24 Millionen Menschen beziffert. Ein erster Versuch, mit der Aktion Zamość im polnischen Kreis Zamość einen volksdeutschen Siedlungsstützpunkt im Generalgouvernement zu errichten, scheiterte aufgrund des durch die damit verbundenen Vertreibungen ausgelösten polnischen Widerstandes (siehe Polnische Heimatarmee). Allerdings wurden erst Anfang 1944 alle Siedlungspläne eingestellt, nachdem selbst nach der Katastrophe von Stalingrad noch Pläne für eine Besiedelung der Halbinsel Krim entworfen worden waren.

## Im Nachrichtenbüro der Regierung Dönitz
Kurz vor Kriegsende vernichteten die in Berlin verbliebenen Teile des RSHA ihre Akten und statteten ihr Personal mit neuen Identitäten aus. Ein Teil des SD-Amtes versuchte sich nach München durchzuschlagen, ein kleinerer Teil verblieb mit Otto Ohlendorf in Berlin. Mitte April 1945 fiel hier die Entscheidung, sich nach Schleswig-Holstein abzusetzen. Ehlich wurde in seiner Eigenschaft als Arzt beauftragt, Zyankalikapseln von der Amtsgruppe D des Wirtschafts- und Verwaltungshauptamtes (WVHA) in Oranienburg zu besorgen. In Flensburg arbeitete Ehlich in dem am 13. Mai 1945 errichteten Nachrichtenbüro der „Geschäftsführenden Reichsregierung“ des Admirals Dönitz unter der Leitung von Kapitän zur See Hans von Davidson, bis diese mit allen ihren Angehörigen am 23. Mai 1945 verhaftet wurde. Ehlich konnte sich zunächst seiner Festnahme entziehen, wurde jedoch im Juli 1945 mit anderen Amtsgruppenleitern des ehemaligen RSHA von britischen Fahndern aufgegriffen.

## Nach dem Krieg
Nach Entlassung aus der Internierungshaft war Ehlich wieder als Arzt tätig. Im Oktober 1948 wurde er als Mitglied der SS, die im Nürnberger Prozess zu einer verbrecherischen Organisation erklärt worden war, zu einem Jahr und neun Monaten Gefängnis verurteilt. Da die Strafe durch die Internierungszeit als verbüßt galt, konnte Ehlich sich schließlich in Braunschweig wieder als praktischer Arzt niederlassen. Mehrere Ermittlungsverfahren in den sechziger Jahren führten letztlich nicht zu einer erneuten Anklage. Ehlich arbeitete und lebte so weiter in Braunschweig, wo er am 30. März 1991 starb.